# Palazzo Medici Soderini
Palazzo Medici Soderini è un edificio storico del centro di Firenze, situato sul Lungarno Guicciardini 19-21. Alcune fonti riportano come in antico questo palazzo fosse collegato internamente al palazzetto Medici retrostante, con ingresso su via Santo Spirito.

## Storia

### Origini

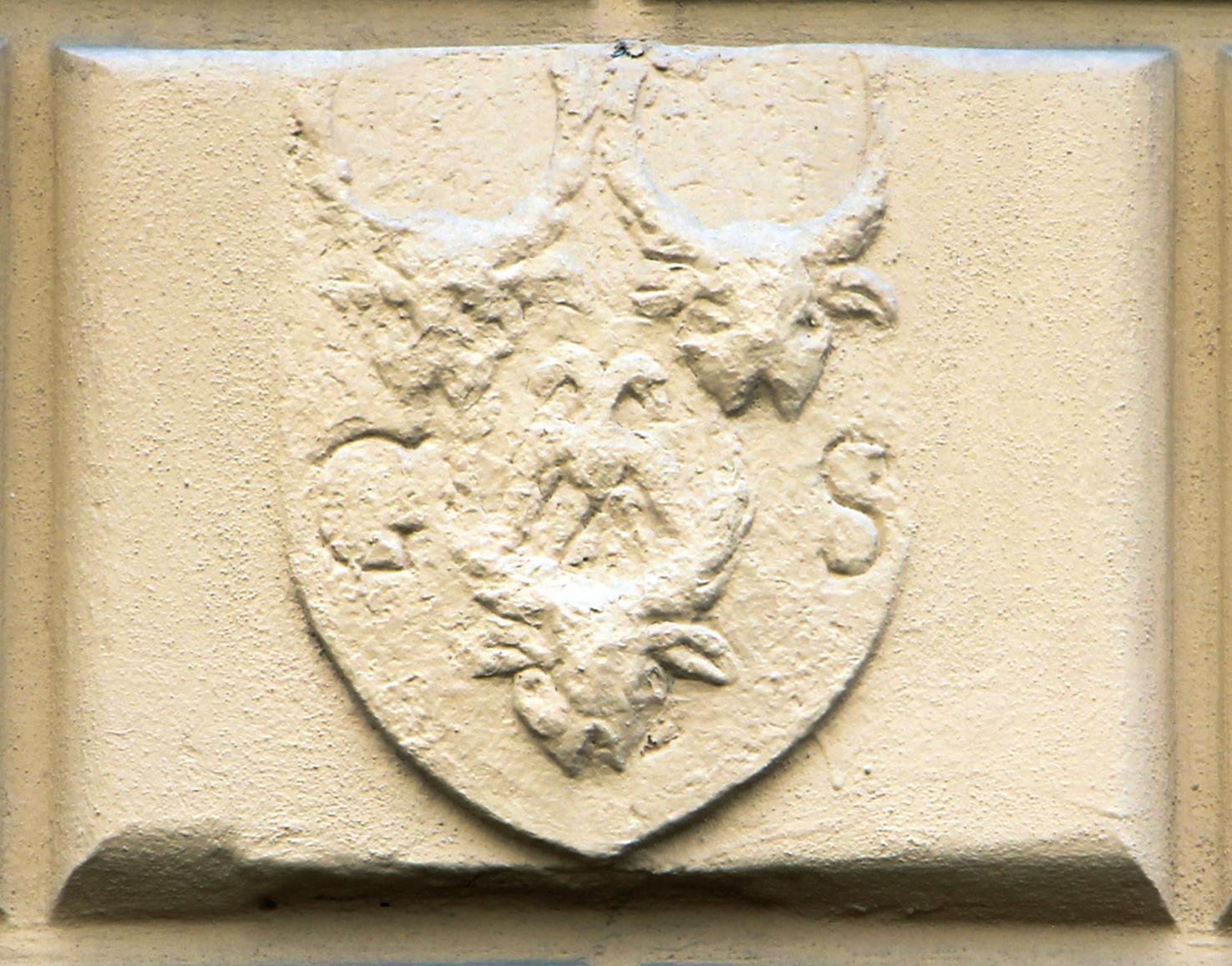
Stemma Soderini

Il palazzo fu probabilmente edificato nella sua iniziale configurazione ai primi del Seicento da un ramo della famiglia Medici nel luogo dove sorgevano antiche case dei famiglia Soderini, dei Di Nello e di altri. Ulteriormente modificato attorno al 1765 unificando il preesistente immobile con tre case di proprietà dei Catani già acquisite nel 1728 dal Balì Tommaso Gaetano de' Medici, fu acquistato nel 1802 dal possidente e locandiere Antonio Schneiderff che, dal 1805, lo destinò ad uso di locanda, ingrandendolo ulteriormente con ulteriori immobili limitrofi fino a piazza Nazario Sauro.
Tali vicende evidenziano le difficoltà di leggere l'organismo architettonico in ragione dei molti accrescimenti e delle trasformazioni occorse nel tempo, anche e soprattutto per la nuova organizzazione degli spazi interni funzionali all'attività della locanda. Così Francesco Fontani: "... avendo esteso (Antonio Schneiderff) col mezzo di nuovi acquisti di contigue case, ridotte a migliore, e più regolar forma sulla così detta piazza dei Soderini, l'antica abitazione dei Medici, è stata da lui oggi spartita in più e diversi appartamenti e quartieri, anco per grandi e ragguardevoli famiglie d'alta condizione: cosicché il novero delle camere, e sale ad uso dei padroni non è minore di circa cento ottanta, addobbate tutte con mobili assai decenti nobilmente".

### Albergo Schneiderff

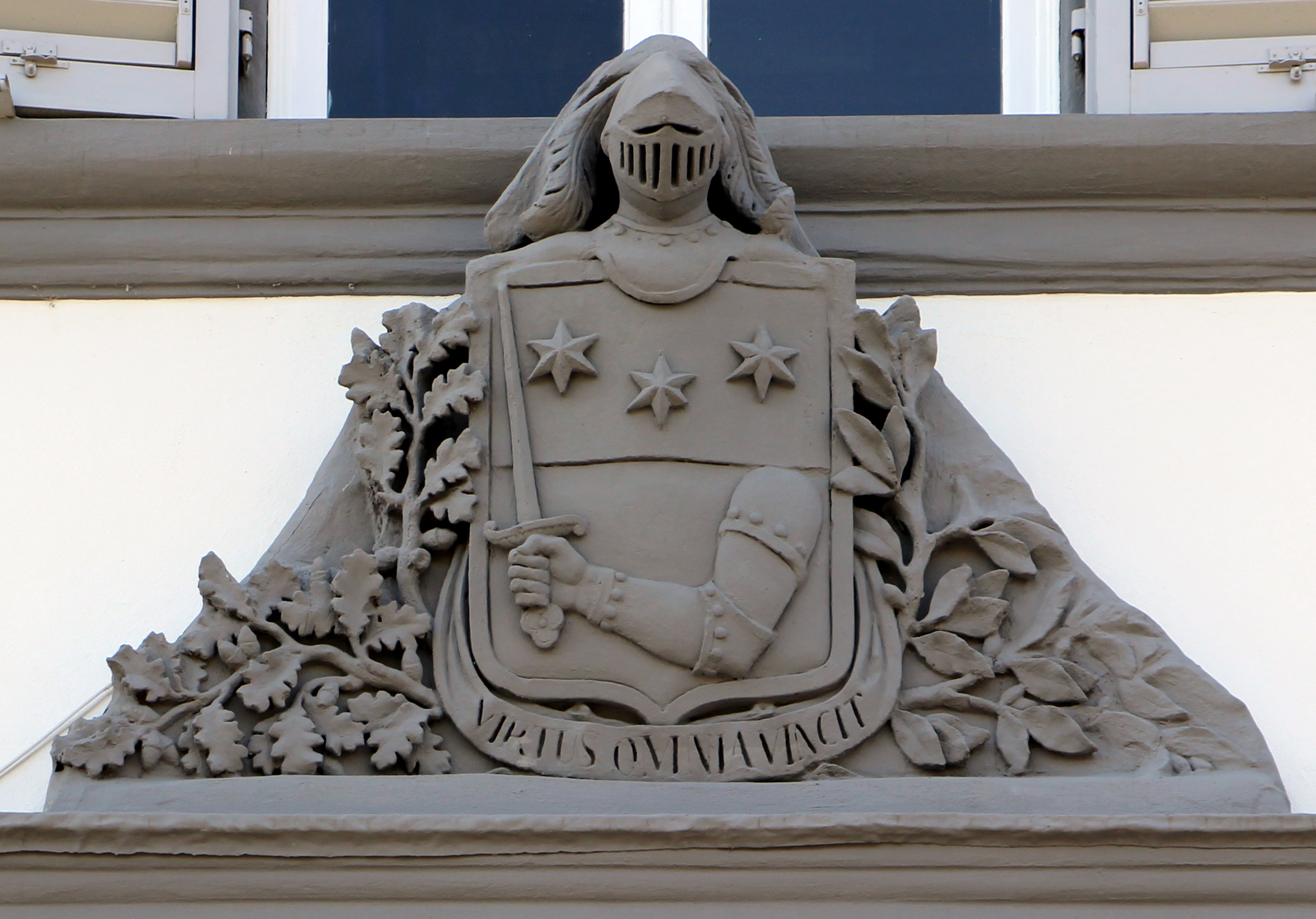
Stemma Schneiderff

In ragione di tali investimenti il palazzo, con la denominazione di Albergo Schneiderff, divenne nella prima metà dell'Ottocento uno dei più accreditati hotel fiorentini, frequentato in modo particolare da una variegata clientela di viaggiatori stranieri. "È uno dei principali della città. Un ramo della famiglia Medici, al quale questo palazzo apparteneva, lo ridusse nella presente elegante e comoda forma. Quella porzione che corrisponde nel Fondaccio Santo Spirito, e si distingue per venusta architettura e per la porta segnata di n. 2015 comunale avente inoltre un pietrino con l'iscrizione 'Dell'Opera dei Cappellani del Duomo n. XXVIII' ci mostra la casa ove nacque il 14 agosto 1489 il valoroso e integerrimo Commissario della Repubblica fiorentina nell'assedio del 1529-30 Francesco di Niccolò d'Antonio Ferrucci, che a' 3 di agosto 1530 periva vittima del suo patrio amore per mano del brutale Maramaldo" (Fantozzi 1843, che quindi si riferisce a restrostante palazzetto Medici). Inoltre nella guida di Firenze del 1845 si legge: "È questo uno dei primi alberghi d'Europa".
Negli anni in cui il palazzo era albergo vi soggiornarono, così come ricostruito da Enrico Barfucci, personaggi di grande fama quali Mendelssohn Bartholdy, Walter Scott, George Byron, Stendhal, John Ruskin, forse Johann Wolfgang Goethe, nomi ai quali si devono aggiungere quelli meno noti (ma non meno importanti per le testimonianze che ci hanno lasciato sulla Firenze del tempo) delle scrittrici inglesi Anna Brownell Jameson e Harriet Campbell. Ulteriori nomi appaiono con indirizzo presso l'albergo nel libro dei soci del Gabinetto Scientifico Letterario G.P. Vieusseux, tra i quali si segnalano quelli dell'irlandese Charles John Gardiner conte di Blessington, del politico e scrittore americano Richard Henry Wilde, del politico e storico inglese Thomas Babington Macaulay, e dello scultore americano Benjamin Paul Akers (1851-1854).

### Vicende recenti
Passato di proprietà ai Clark, quindi a madame Molini (sorella di mrs. Clark), pervenne nel 1865 alla figlia di quest'ultima, madame Barbensi, mantenendo la destinazione di albergo ancora nei primi decenni del Novecento (Albergo Clark Molini Barbensi, presso il quale alloggiò nel 1886 la scrittrice americana Constance Fenimore Cooper) per diventare successivamente sede dell'Unione Provinciale dei Sindacati Fascisti dell'Industria. Oggi è per una porzione sede dell'azienda di moda Enrico Coveri, per il restante ospita alcuni uffici e abitazioni private.

## Descrizione
Il fronte che guarda al lungarno è complesso e relativamente leggibile come unitario a causa delle diverse tinteggiature delle varie porzioni. Situazione questa aggravatasi con l'intervento di tinteggiatura nel 2014 del primo corpo segnato con il civico 19, dove ha sede la maison Enrico Coveri, da identificare con le originarie proprietà Catani prima citate, che all'interno conservano una sala con pitture murali attribuite ad Alessandro Gherardini. Nell'insieme si tratta comunque di una fabbrica di tre piani, più un corpo in soprelevazione, articolata per ben diciassette assi. Sull'asse centrale del fronte e sulla porzione a sinistra sono collocati due scudi che recano l'arme degli Schneiderff (di rosso, al destrocherio armato al naturale, impugnante una spada alta d'argento, guarnita d'oro; e al capo appuntato d'azzurro, caricato di tre stelle a otto punte d'oro). Lo scudo a sinistra reca inoltre un cartiglio con il motto "Virtus omnia vincit".
In corrispondenza del numero 29 rosso è uno scudo di modeste dimensioni con l'arme dei Soderini (di rosso, a tre massacri di cerco d'argento, 2.1) affiancato dalle iniziali GS, l'unico visibile sulla pubblica via dell'intera città, dopo la damnatio memoriae che colpì la famiglia dopo la definitiva fine della Repubblica. Altri palazzi erano posseduti dalla famiglia lungo il vicino lungarno Soderini, che proprio da essi prese il nome, sebbene già alterati verso il 1870 per la creazione del lungofiume e infine distrutti nelle vicende belliche dell'agosto 1944.
Nell'androne dell'ingresso segnato con il civico 21 è una epigrafe che ricorda come qui avesse trovato alloggio nell'anno 1377 santa Caterina da Siena, di ritorno da Avignone (la santa effettivamente fu a più riprese ospite dei Soderini, come anche nella casa di Costa San Giorgio 71), e come in tempi più recenti avessero trovato qui "temporanea dimora" Raffaello, Napoleone, Walter Scott e lord Byron.
| IN QUESTO PALAGIO CHE LA STORICA CASATA DEI SODERINI ERESSE ED ABITÒ SOGGIORNAVA LUNGO L'ANNO MCCCLXXVII SANTA CATERINA DA SIENA ARDIMENTOSA ZELATRICE DI PACE TRA PAPA GREGORIO II E LA REPUBBLICA DI FIRENZE QUI STESSO IN PIÙ PROSSIME ETÀ DOMINATORI DELL'ARTE E DEI POPOLI RAFFAELLO,NAPOLEONE I,WALTER SCOTT,LORD BYRON EBBERO SUCCESSIVA TEMPORANEA DIMORA |